# Otto Schumann (Philologe)
Otto Schumann (* 19. August 1888 in Trarbach; † 23. Oktober 1950 in Frankfurt am Main) war ein deutscher Mittellateinischer Philologe, Gymnasiallehrer und Hochschullehrer.

## Leben und Werk
Schumann besuchte das Gymnasium in Marburg. Nach dem Abitur 1906 studierte er in Marburg, Berlin und München, bevor er an die Universität Marburg zurückkehrte, wo er 1910 bei Albert Brackmann promoviert wurde und 1911 das Staatsexamen in den Fächern Deutsch, Geschichte Latein und Turnen ablegte. Nach einem Seminar- und Probejahr in Bonn war er von 1913 bis 1918 Oberlehrer in Essen. 1918 kam er als Studienrat an das altsprachliche Lessing-Gymnasium in Frankfurt am Main, wo er bis 1946 blieb. In den Jahren 1934/35, 1939–1942 und 1945/46 amtierte er als geschäftsführender Direktor der Schule.
Neben seiner Tätigkeit am Gymnasium habilitierte sich Schumann 1929 an der Universität Frankfurt, wo er anschließend Privatdozent und ab 1936 außerplanmäßiger Professor für historische Hilfswissenschaften und mittellateinische Philologie wurde, 1946 wurde er persönlicher Extraordinarius und konnte den Schuldienst aufgeben. Schumann gab mit Alfons Hilka die Carmina Burana in zwei Bänden nach den lateinischen Handschriften heraus und beschäftigte sich mit dem Waltharius. Als ein Hilfsmittel für seine editorische Tätigkeit erarbeitete er ein Lexikon des Formelguts lateinischer Dichtung, das postum von dem mittellateinischen Philologen und Handschriftenkundler Bernhard Bischoff unter dem Titel „Hexameterlexikon“ veröffentlicht wurde.
Seit 1943 war Otto Schumann Mitglied der Philosophisch-Historischen Klasse der Heidelberger Akademie der Wissenschaften.

## Veröffentlichungen (Auswahl)
- Die päpstlichen Legaten in Deutschland zur Zeit Heinrichs IV. und Heinrichs V. (1056–1125). Marburg 1912 (= Dissertation).
- Carmina Burana.  Mit Benutzung der Vorarbeiten Wilhelm Meyers kritisch hrsg. von Alfons Hilka und Otto Schumann. C. Winter, Heidelberg
  - Bd. 1, 1: Die moralisch-satirischen Dichtungen, 1930. 2. Auflage 1978
  - Bd. 1, 2: Die Liebeslieder, 1941, 2. Auflage 1971
  - Bd. 1, 3: Die Trink- und Spielerlieder. Die geistlichen Dramen. Nachträge, hrsg. von Otto Schumann und Bernhard Bischoff 1970
  - Bd. 2, 1: Kommentar:  Einleitung (Die Handschrift der Carmina Burana). Die moralisch-satirischen Dichtungen, 1930, 2. Auflage 1961
- Bernhard Bischoff (Hg.), Lateinisches Hexameter-Lexikon. Dichterisches Formelgut von Ennius bis zum Archipoeta (Monumenta Germaniae Historica, Hilfsmittel 4), 6 Bde., München 1979–1983